# 籾殻

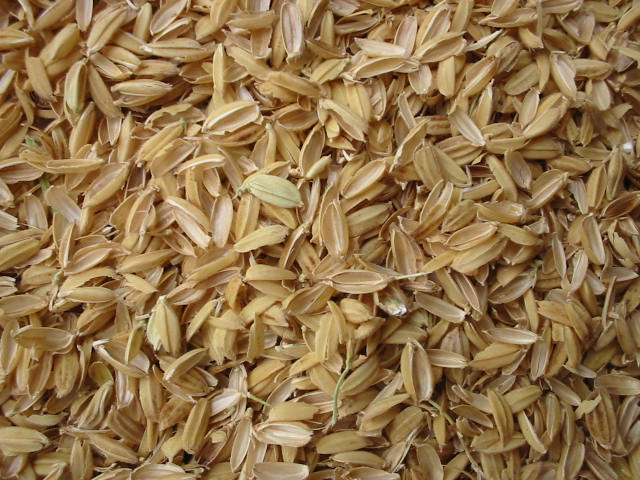
籾殻

籾殻（もみがら）とは、籾（籾米）の最も外側にある皮の部分のこと。粗糠（あらぬか）、磨糠（すりぬか）、籾糠（もみぬか）、また単に籾（もみ）ともいわれる。

## 概要
正常に成長し十分成熟したイネは、その穂の部分に籾をこしらえる。籾殻は籾の内容物を外部から保護する役割を担っている。米を食用とする人は稲刈り後、脱穀・籾摺りの過程を経て玄米を得る。この調製作業で籾殻が発生する。
籾殻は籾の約2割の質量を占める。組成の大半はセルロース、ヘミセルロース、リグニンといった難分解性有機物であり、非晶質シリカ（ケイ酸）を約2割含む。
農業活動により、全世界では年間約1億4000万トン、日本では年間約160万トンの籾殻が発生すると推算される。籾殻は稲藁と同様に余剰が問題とされ、しばしば野焼きされ大気汚染の原因となる。一方で潜在的に価値を持った未利用資源であるとも考えられており、環境問題の解決や循環型社会にもつながる方策として、様々な利用法が研究・開発されている。

## 利用

### 日本での主な利用
日本においては籾殻の大半が堆肥原料、家畜の敷料、土壌改良材、マルチング材、暗渠資材、養液栽培用の培地として利用されている。しかしながら家畜の減少などに伴い籾殻の使途も減少し、2014年時点では籾殻の約2割が廃棄され、約3分の1が有効利用されていないと推計される。
燻炭の原料にもされるが、現代では廃棄物処理法改正により籾殻の野焼きが基本的に禁止されたことや、ライスセンターやカントリーエレベーターといった共同利用施設での籾摺りの増加により、圃場での燻炭製造は減っている。日本国内で野外焼却された籾殻の量は、1990年推計で58万トン、2018年推計で14万トンとなっている。

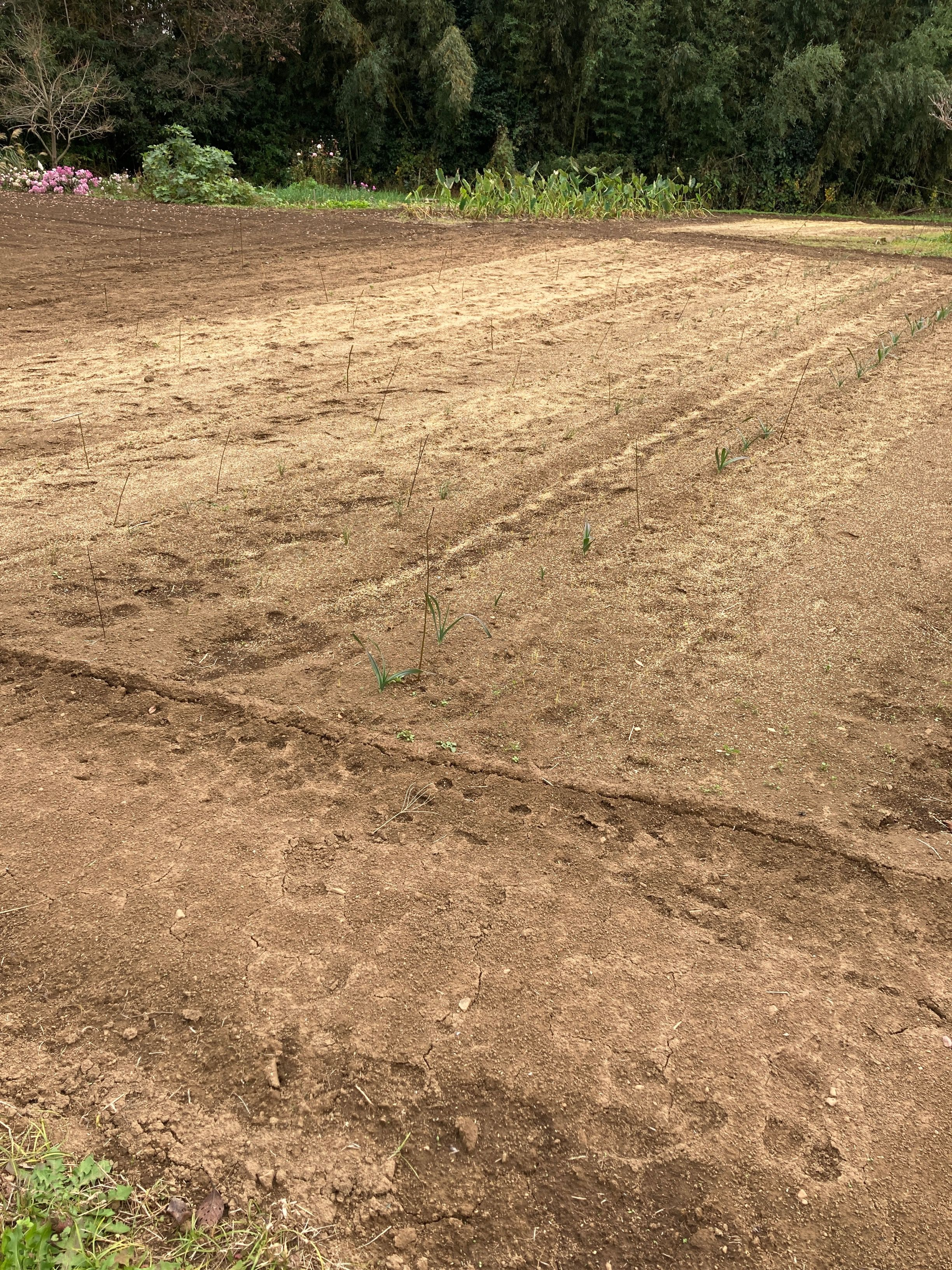
畑に散布された籾殻
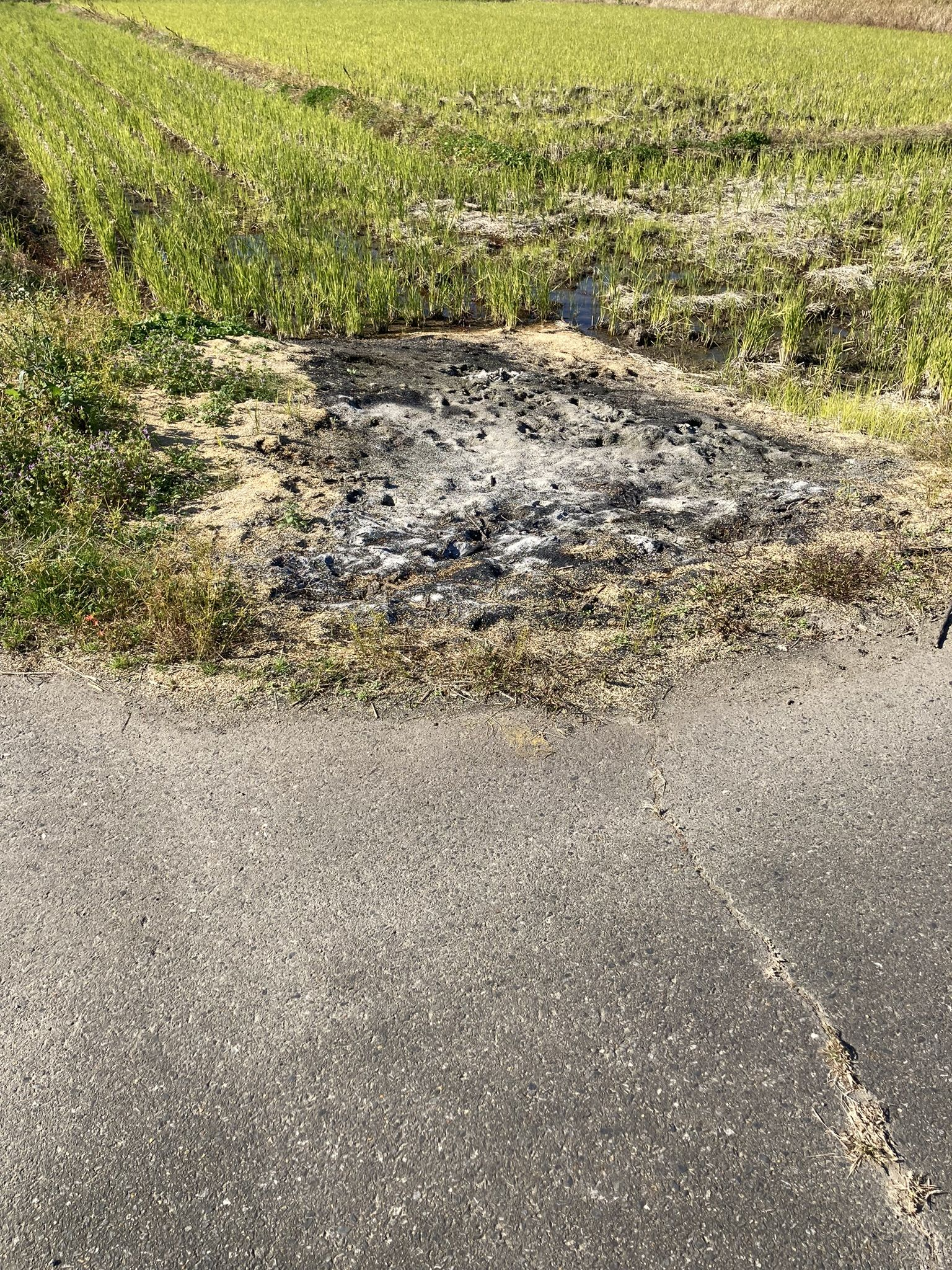
籾殻の野焼き跡
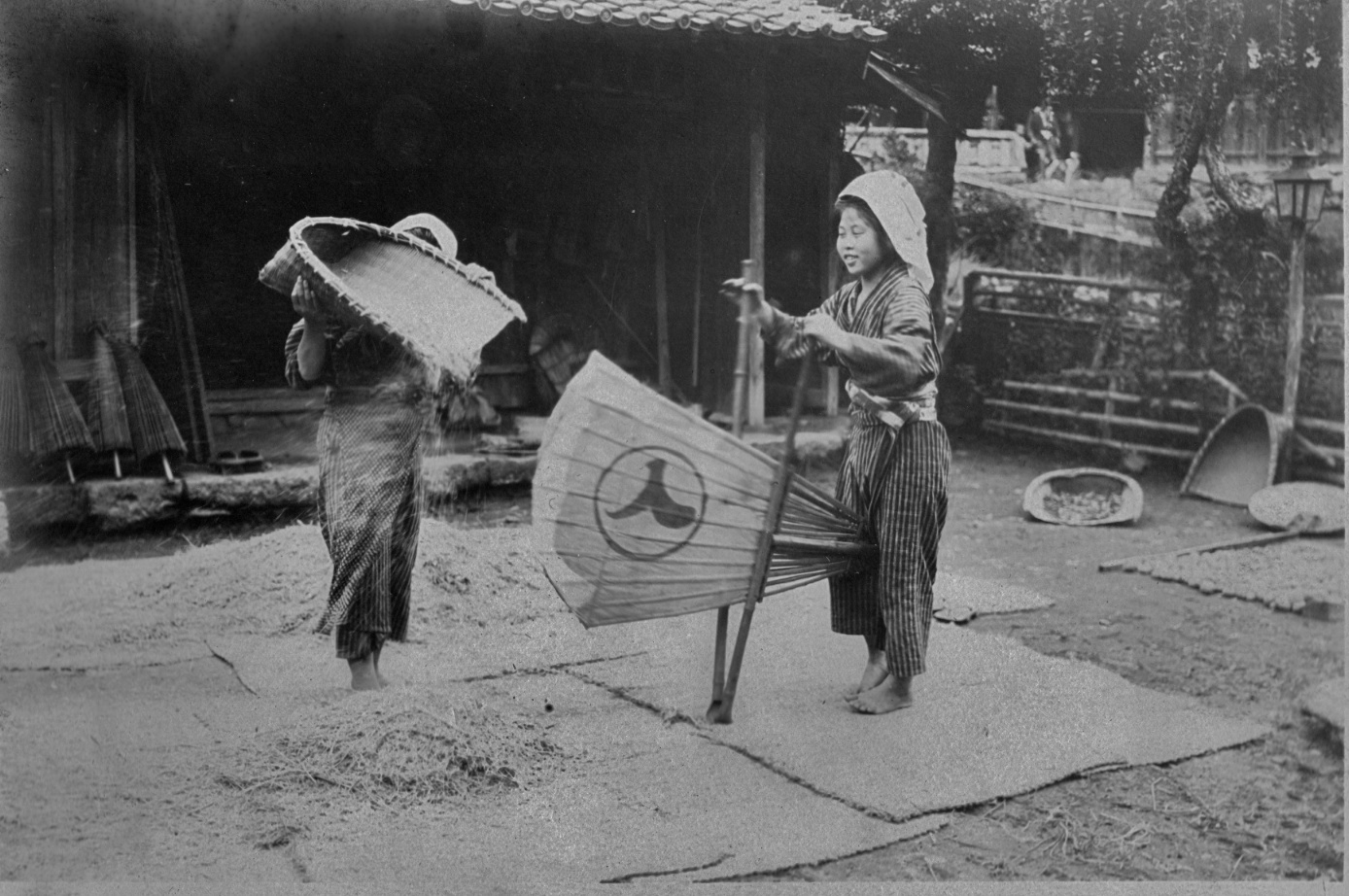
籾殻を飛ばす作業（大正時代）

### 農業用資材
農業用資材としては、主に土壌や堆肥の物理性改善に利用されている。また緩衝材としても利用される。
物理性は加工により変化する。未粉砕の籾殻は吸水性が低く、通気性を向上する効果が得られる。粉砕した籾殻は吸水性が高まるが、通気性を向上する効果は期待できない。
組成の大半が難分解性有機物であり、またC/N比が60 - 72程度と高めのため、微生物による分解・腐熟が遅いが、未加工でも堆肥化は可能とされる。
経験則によれば、土壌への施用は団粒化などを促し、地力を向上させる。生籾殻には土壌の陽イオン交換容量を向上する効果はないが、緩慢な保水性があり、水分と共に肥料分を留めることで実質的な保肥性を向上するとする意見もある。成分としてはケイ酸を豊富に含むが、それ以外の肥料的効果は期待できない。

### 燃料

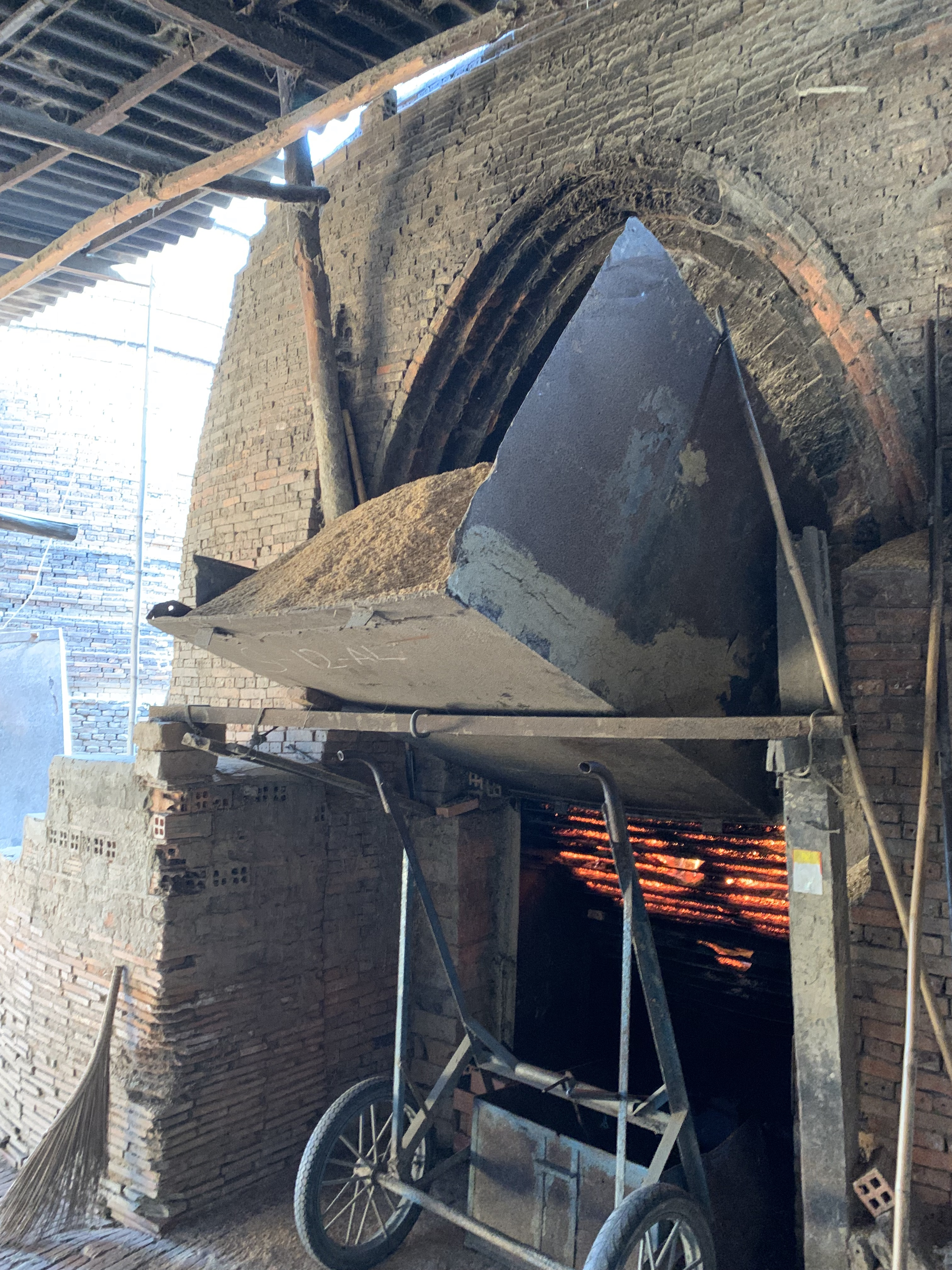
炉に投入される籾殻（ベトナム）

籾殻の燃料利用は、稲作の盛んな東南アジアでは比較的おこなわれている。タイ王国では籾殻を利用したバイオマス発電が普及しており、籾殻の買い占めによる価格高騰も課題とされる。ベトナムでは煉瓦炉や蒸留所など小規模事業所における主要なエネルギー源として利用されてきたが、新たにバイオマス発電への利用が進んでいる。フィリピンでは籾殻の野焼きが社会問題となったことから、国により低公害なバイオマス発電の開発が進められている。
日本においても、籾殻ボイラーや、籾殻を加熱圧縮した固形燃料の「モミガライト」、バイオコークスといった形で燃料利用が図られている。しかしながら、後述の結晶質シリカの生成や煤の問題があることから燃料開発は進んでおらず、国内発生する籾殻のうち燃料利用は約1%に留まる。
籾殻燃料の特徴としては、非晶質シリカが豊富に含まれ、灰分が多い反面、肥料やコンクリート材料などへの燃焼灰の利用が期待できる点があるが、高温燃焼に伴い発癌性物質で不溶性である結晶質シリカが生成するため、これらの抑制が課題とされる。この問題に対しては、燃焼温度・時間の管理やガス化利用により結晶質シリカの発生を抑えるエネルギー化技術が開発されている。また、燃焼によって生成した結晶質シリカを溶融・急冷することで非晶質シリカを生成し、低毒化する技術も研究されている。

### 製品原料
従来、籾殻の燃焼灰からは高純度シリカの抽出が困難であったが、燃焼前にアルカリ金属を除去することで高純度の非晶質シリカを抽出可能にする技術が開発された。この技術により籾殻由来の高純度シリカを用いた、セメント強化材・半導体封止材・タイヤ補強材など高価値な工業材料の生産が期待できるようになり、2020年代には複数大手タイヤメーカーで籾殻由来シリカの採用が進んでいる。その他の籾殻由来シリカを原料とした製品としては、発光ダイオード用のシリコン量子ドットや、化粧品などトイレタリー用のシリカ粉末といったものが開発されている。
炭化籾殻から高性能なリチウムイオン二次電池・キャパシタ電極材料を製造する研究もある。秋田大学グループによるキャパシタ電極の研究例では、炭化籾殻に含まれるシリカの化学的性質を利用しつつ、またシリカの除去量を制御することで、正負電極に最適な性質を作り出せるという。また電極材料研究の応用として、籾殻由来の多孔質炭素材料「トリポーラス」がソニーグループによって製品化され、繊維製品やボディウォッシュ製品に消臭・抗菌機能を与える材料として利用されている。トリポーラスは活性炭の一種であるが、炭化籾殻に含まれるシリカの除去工程が加わることで、通常の活性炭より多様な大きさの孔が得られ、物質吸着・薬剤保持性能が数倍に向上しているという。
籾殻はナノセルロースの原料にもなるが、セルロース分が約4割と木材の約5割に対して少ない点、灰分を約2割含む点は不利とされる。粉末籾殻はバイオマスフィラーとしても用いられ、籾殻を原料に混ぜ込んだ紙やバイオプラスチック、人造皮革も作られている。日本では粉末籾殻は食品添加物の既存添加物名簿に収載されており、従来ガムベースに用いられ、その安全性も確認されているが、2019年時点での製造・流通は確認されていない。